# Brett Gelman
Brett Clifford Gelman est un acteur américain, né le 6 octobre 1976 à Highland Park.

## Biographie
Brett Gelman est né le 6 octobre 1976 à Highland Park, États-Unis.
Ses parents sont Ira et Candace German.
Il a étudié à l'école des arts de l'université de Caroline du Nord. Il parle russe.

### Vie privée
Il a été marié à Janicza Bravo de 2015 à 2018.
Gelman a annoncé ses fiançailles avec l'actrice et mannequin Ari Dayan via Instagram en avril 2023.
Depuis 2023, il exprime son soutien à la politique menée par l’État israélien.

## Carrière
Il est surtout connu pour les rôles de Brett Mobley dans la série télévisée Eagleheart (en), en tant que Mr. K dans la série télévisée Go On, en tant que Hamish dans la série télévisée Another Period et en tant que A.J. dans la  série télévisée Married (en).
Il a également tenu le rôle de Martin dans la série télévisée Fleabag et est apparu dans les séries télévisées Twin Peaks: The Return, Making History.
Depuis 2017, il a un rôle secondaire dans Stranger Things.

## Filmographie

### Cinéma

#### Longs métrages
- 2004 : Blackballed : The Bobby Dukes Story de Brant Sersen : Un membre de l'équipe Mayhem
- 2007 : Watching the Detectives de Paul Soter : Glenn
- 2008 : Stick It in Detroit de Robert Daniel Phelps : Rod Johnson
- 2009 : May the Best Man Win d'Adam Fleischhacker : Un témoin
- 2010 : Very Bad Cops (The Other Guys) d'Adam McKay : Hal
- 2011 : 30 minutes maximum (30 Minutes or Less) de Ruben Fleischer : Chris
- 2011 : Le Joyeux Noël d'Harold et Kumar (A Very Harold and Kumar 3D Christmas) de Todd Strauss-Schulson : Le présentateur TV
- 2013 : Jobs de Joshua Michael Stern : Jef Raskin
- 2013 : Awful Nice de Todd Sklar : Ivan
- 2014 : Détestables nous (Someone Marry Barry) de Rob Pearlstein : Goker
- 2016 : Bachelor Party (Joshy) de Jeff Baena : Greg
- 2016 : Flock of Dudes de Bob Castrone : Howie
- 2017 : Wilson de Craig Johnson : Robert
- 2017 : The Night Is Young de Dave Hill et Matt Jones : Rick Ramsey
- 2017 : Lemon de Janicza Bravo : Isaac
- 2017 : DRIB de Kristoffer Borgli : Brady Thompson
- 2017 : Room for Rent de Matthew Atkinson : Carl Lemay
- 2018 : Tel père (Like Father) de Lauren Miller : Frank Lerue
- 2018 : Nuits Sauvages avec Emily (Wild Nights with Emily) de Madeleine Olnek : Colonel Thomas Wentworth Higginson
- 2019 : Harpoon de Rob Grant : le narrateur (voix)
- 2019 : Jezebel de Numa Perrier : Bobby (voix)
- 2019 : Magari de Ginevra Elkann : Bruce
- 2021 : Sans aucun remords (Without Remorse) de Stefano Sollima : Victor
- 2021 : Arlo, le garçon alligator (Arlo the Alligator Boy) de Ryan Crego : Marcellus (voix)
- 2022 : Metal Lords de Peter Sollett : Dr Sylvester
- 2022 : Enzo le Croco (Lyle, Lyle, Crocodile) de Josh Gordon et Will Speck : M. Grumps
- 2023 : Boy Kills World de Moritz Mohr : Gideon

#### Courts métrages
- 2006 : This Is Our City de Jon Daly et lui-même : Rapzilla (également co-scénariste)
- 2006 : CHI Enforcement Unit de Russell Pflueger : Clive 'Ratso' Blatch
- 2010 : Death Bed Subtext de Richie Keen : Le directeur
- 2010 : Jewish Santa Is Coming de Jon Watts : Le Père Noël juif
- 2011 : Eat de Janicza Bravo : August
- 2013 : Gregory Go Boom de Janicza Bravo : Tom
- 2014 : Pauline Alone de Janicza Bravo : Un homme
- 2015 : Shaman de Michael Langan : Shaman

### Télévision

#### Séries télévisées
- 2007 : Fat Guy Stuck in Internet : L'oracle / Un collègue / Linux
- 2009 : Californication : Un hipster
- 2010 - 2012 : Le Monde selon Tim (The Life & Times of Tim) : Doug / Un collègue / L'ami d'Adam / Un fan de Walker (voix)
- 2011 : Happy Endings : Carl
- 2011 : Larry et son nombril (Curb Your Enthusiasm) : Parker
- 2011 : Bored to Death : Le faux Jonathan
- 2011 / 2013 : The League : Gavin
- 2011 - 2014 : Eagleheart : Brett Mobley
- 2012 : The Office : Le magicien
- 2012 : Aqua Teen Hunger Force : Un cheval (voix)
- 2012 : The Inbetweeners : Mr Gilbert
- 2012 - 2013 : Go On : Mr K
- 2013 : We Are Men : Steve
- 2013 : NTSF:SD:SUV : Gabby Hoffstein
- 2013 - 2014 : Drunk History : Un voleur d'art / Joseph Pulitzer
- 2014 : Surviving Jack : Principal McMullen
- 2014 : Bad Teacher : Mr Pilaf
- 2014 - 2015 : Married : AJ
- 2014 - 2016 : TripTank : Jeff (voix)
- 2014 / 2016 : Mr. Pickles : Cheeseman (voix)
- 2015 : Mad Men : Daniel
- 2015 : The Odd Couple : Stuart
- 2015 : Bienvenue chez les Huang (Fresh Off the Boat) : Dusty Nugget
- 2015 : Man Seeking Woman : Demon
- 2015 : Scheer-RL : Marilyn Manson
- 2015 - 2016 : Blunt Talk : Ronnie
- 2015 - 2016 / 2018 : Another Period : Hamish Crassus
- 2016 : Angel from Hell : Lee
- 2016 : High Maintenance : Lui-même
- 2016 - 2018 : Love : Dr Greg Colter
- 2016 - 2018 / 2020 : American Dad! : Mervyn / Un agent de la CIA / Un conducteur de camion (voix)
- 2016 / 2019 : Fleabag : Martin
- 2017 : Twin Peaks : The Return : Superviseur Burns
- 2017 : Jeff & Some Aliens : Jeff (voix)
- 2017 - présent : Strangers Things : Murray Bauman
- 2018 : Camping : George
- 2019 : Mr. Mercedes : Roland Finkelstein
- 2020 : Les Griffin (Family Guy) : Un homme à l'Escape Room (voix)
- 2020 : The Mighty Ones : Egg
- 2021 : Inside Job : Magic Myc (voix)
- 2021 : J'adore Arlo (I Love Arlo) : Marcellus (voix)
- 2023 : Lady in the Lake